# Kanbylu Baichanalli, Somvarpet
Kanbylu Baichanalli là một làng thuộc tehsil Somvarpet, huyện Kodagu, bang Karnataka, Ấn Độ.